# Prosenikovo
Prosenikovo (en macédonien Просениково) est un village du sud-est de la Macédoine du Nord, situé dans la municipalité de Stroumitsa. Le village comptait 1550 habitants en 2002.

## Démographie
Lors du recensement de 2002, le village comptait :
- Macédoniens : 1 543
- Serbes : 5
- Autres : 2